# PyCharm
PyCharm je интегрисано развојно окружење (ИРО) се користи за програмирање у Пајтону. Пружа анализу кода, графички дебагер, интегрисану јединица тастера, интеграцију са верзијом контролног система и подржава веб развој са Ђангом. PyCharm је програмирала чешка компанија JetBrains. 
То је унакрсна платформа која ради на Виндоусу, Mac OS X и Линукс. PyCharm има професионално издање, објављено под власничком лиценцом и издањем заједнице које је објављено под Apache лиценцом. PyCharm издање које је објавила заједница је мање обимно него професионално издање.

## Функције
- Помоћ кодирања и анализе, са завршавањем кода, истицање синтаксе и грешке, линтер интеграција, и брзе поправке.

- Навигација пројекта и кода: специјализована преглед пројеката, преглед структура фајла и брзо скакање између класа фајлова, метода и употреба.
- Пајтон рефакторисање: садржи преименовање, методу вађења, представљање променљиве, представљање константне, подизање, спуштање и други.

- Подршка за оквир рада: Django, web2py и Flask
- Интегрисани Пајтон дебагер
- Интегрисано тестирање јединица, са покривеношћу ред по ред
- Google App Engine Пајтон развоја
- Верзија интеграције контрола: уједињени кориснички интерфејс за Mercurial, Git, Subversion, Perforce and CVS са листом измена и сједињавањем.

## Историја
PyCharm је пуштен на тржиште од ИРО-а фокусираних на пајтон да се такмичи са Еклипсовим PyDevom или са више фокусиранаим ActiveState-овим Комодо ИРО-м.
Бета верзија производа је објављен у јулу 2010. године, са 1.0 који стиже 3 месеца касније. Верзија 2.0 је објављена 13. децембра 2011. године, верзија 3.0 је објављена 24. септембра 2013. године, и верзија 4.0 је објављена 19. новембра 2014. године.
PyCharm издање заједнице, верзија отвореног кода PyCharm-а, постала је доступна 22. октобра 2013.

## Лиценцирање
PyCharm професионално издање има неколико опција лиценце, 
које има исту функционалност софтвера и разлику у њиховој цени и условима коришћења.
PyCharm професионално издање је бесплатан пројект отвореног кода и за неке образовне сврхе. Ту је и академик дозвола, која је дисконтована за друге едукативне сврхе.
PyCharm издање заједнице је дистрибуирано под Apache 2 дозволом. Изворни код је доступан на GitHub-у.